# まちづくりコンサルタント
まちづくりコンサルタントとは、都市コンサルタント、都市計画コンサルタントの一種で、都市施設の設計、土地区画整理の業務、都市再開発など、おもにハードやフィジカルな建設の計画や土地利用などの法定都市計画や都市政策分野の業務ではなく、都市に関するソフトの分野、まちづくりのコンサルティング業務を専門に受託し遂行するコンサルタント。

## 概要
法的には定義のない呼称であり、実際都市計画を主たる業とし、「公共工事の前払金保証事業に関する法律」に公的定義される建設コンサルタントがウェブサイトなどで名乗る場合や個人が肩書きとして名乗っている場合も多く見受けられる。
現在では日本全国の自治体や一般財団法人のまちづくり公社といった公的機関の多くで、まちづくりコンサルタント制度要綱、まちづくりコンサルタント派遣要綱を設け、まちづくりコンサルタント派遣制度を行っており、各組織・機関で派遣するための「まちづくりコンサルタントの登録者」を募集している。登録者には法の改正により都市マスタープラン、さらに地区計画なども、都市をつくり検討する面々が、行政担当者と学識者等の専門家から一般住民まで、様々な立場の関係者が想定されている。

## 起源
都市計画コンサルタントの人材のように大学で建築や都市工学、都市計画分野の学科を専攻したものが都市計画、都市整備、地域振興やまちづくりなどの実務経験をへて起こした場合のほかに、まったく違う専攻からきたものがエリアブランディングやコンテンツプロダクト、ローカルメディア構築など関連した実務経験をへて開始したコンサルタントもある。
日本で都市やまちづくりに関するコンサルタントが登場するのは、1954年に土地区画整理法が制定されて、1955年あたりから神武景気による高度経済成長へと突入していったことから、この時期に都市開発や地域開発が活発化するのに伴って都市計画の業務が増加傾向を成した社会背景がある。
戦前を通じて、それ以前に各種団体から民間企業として委託を受けていたものは、耕地整理事業手法を準用した宅地開発や土地区画整理事業などに伴う設計や土地造成などのものが多い。これらを引き受ける民間企業とはもっぱら測量業・測量会社で、のちに土木事業系の建設コンサルタント会社などに発展する企業である。
また一方、1955年には日本住宅公団が設立されて、公団団地計画やその他都道府県住宅供給公社などの住宅地計画は建築設計事務所が設計にあたっていた。
こうした企業組織と、戦前期に宅地開発を手がけていたデベロッパーのエンジニアらも戦後、関連のコンサルタントを設立し、こうした開発事業にあたっていった。
1954年に実施された日本都市計画学会の調査によれば、1953年時点で土地区画整理事業にあたりその事業者から外部委託されているものは46パーセントにのぼっている。こうした都市計画事業は、業務事態が複雑なうえ地主の組合などによるものが多くみられるため、利権が関与する場合などに求められる弁護士や税理士的な視点が求められ、事業の性格上委託業務が占めていく。
このことから、都市をつくる仕事は総合的な視点・多面的な判断・最適な手段選択が求められ、コンサルタントの登場につながっていった。
現在時点で実際的には、まちづくりコンサルタントというのは確立された職種などではなく、都市計画コンサルタントやまちづくりに関わりの深い建築家らが、その仕事を担っているという状況が多くみられる。ただし近年、特にまちづくりの調整に関連した業務が生じている。商店街等の活性化は商店会だけではできず、地元合意形成を促し行政などに伝えるつなぎ役を果たす業務、また地域福祉や保健に関する業務など高齢者や障害者、子育てなど地域で暮らす人々が快適な生活できる環境を構築する業務の委託などのケースも増加傾向にある。